# Reiterdenkmal
Le Reiterdenkmal (« monument équestre » en allemand) est le nom sous lequel est plus connu l'emblématique statue équestre du cavalier du Sud-Ouest (Südwester Reiter) située depuis 1912 à Windhoek en Namibie. Ce monument honore les soldats et les civils allemands morts durant la guerre contre les Héréros (1904-1907) et l'expédition du Kalahari (1908) dans le Sud-Ouest africain allemand. Elle représente un cavalier allemand de la Schutztruppe en grand uniforme avec sacoche et fusil.
Haute de 4,5 mètres, la statue est dévoilée le 27 janvier 1912, jour anniversaire de la naissance de l'Empereur Guillaume II. Située entre l'église luthérienne (Christuskirche) et le vieux fort d'Alte Feste sur une colline de Windhoek, au bord de l'actuelle avenue Robert Mugabe (ancienne Leutwein St.), elle est classée monument national en 1969. Plus grand (la hauteur totale avec le socle est de 9,50 mètres) et plus célèbre monument de l'ère coloniale allemande en Namibie, elle demeure à cet emplacement jusqu'en 2013, survivant à tous les bouleversements politiques que connaît le sud-ouest africain depuis 1915 et la Première Guerre mondiale, occupation puis mandat sud-africain, et enfin indépendance de la Namibie en 1990.
La statue est déplacée de 50 mètres en 2009, devant l'Alte Feste, pour laisser place à une extension du musée national de l'indépendance. En décembre 2013, bien qu'étant le monument le plus photographié de Namibie par les touristes, elle perd son statut de monument national et, sur fond de polémique et de contentieux juridique, est déboulonnée dans la nuit de Noël pour être réinstallée dans la cour intérieure de l'Alte Feste. Durant ce déménagement, sa plaque en bronze est endommagée tandis que son piédestal en pierre de granit de Okahandja est détruit et ses restes déversés dans une décharge.
Le Reiterdenkmal, l'Alte Feste et la Christuskirche sont des monuments qui symbolisent aux yeux de nombreux Namibiens la force militaire allemande et la victoire contre les Héréros et les Namas tandis qu'ils sont considérés comme partie intégrante de leur héritage par les Blancs de Namibie, spécialement ceux de la communauté germanophone.

## Historique

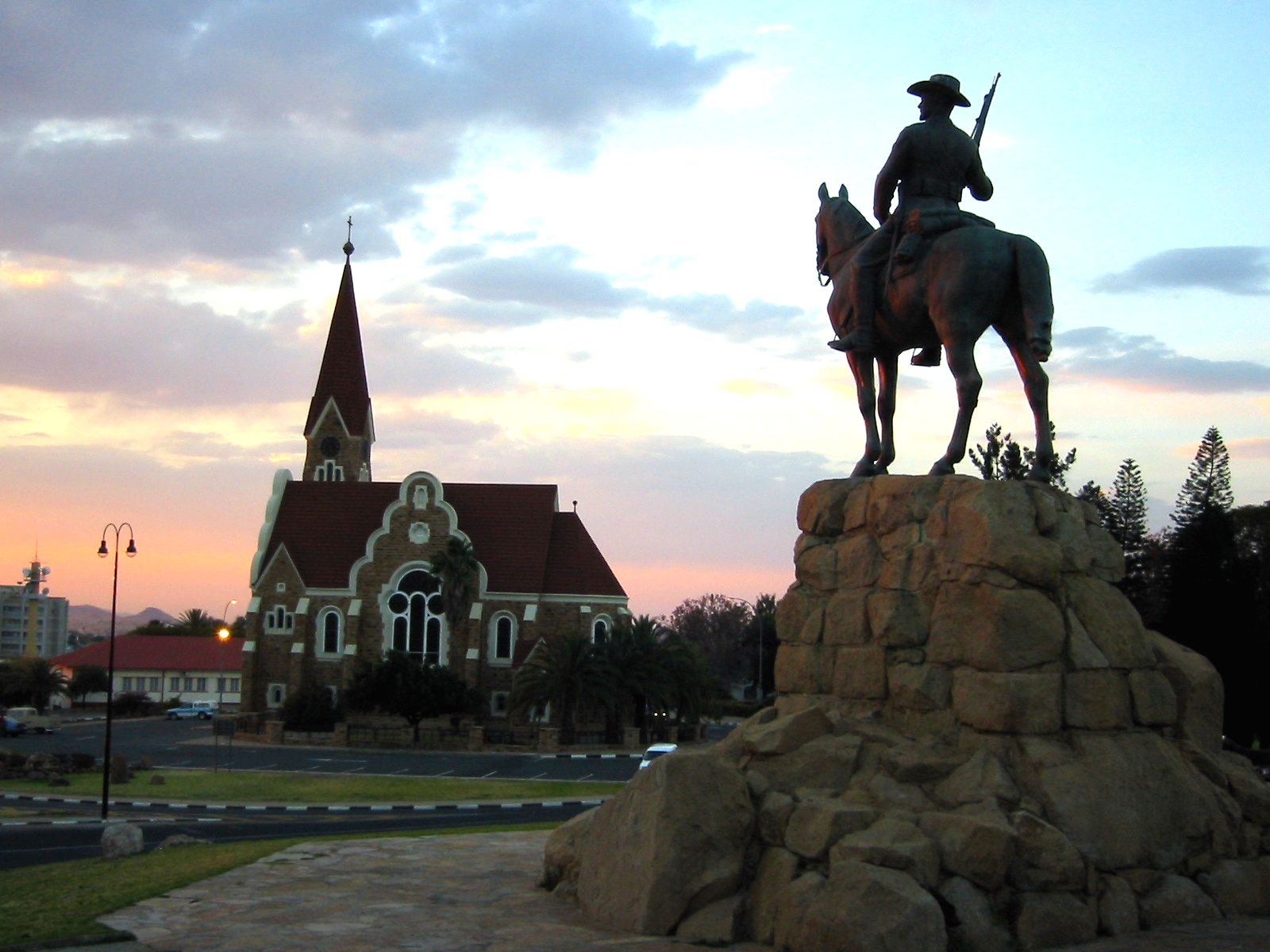
L'église luthérienne et la statue équestre sur son socle en granit sur son premier emplacement (1912-2009)

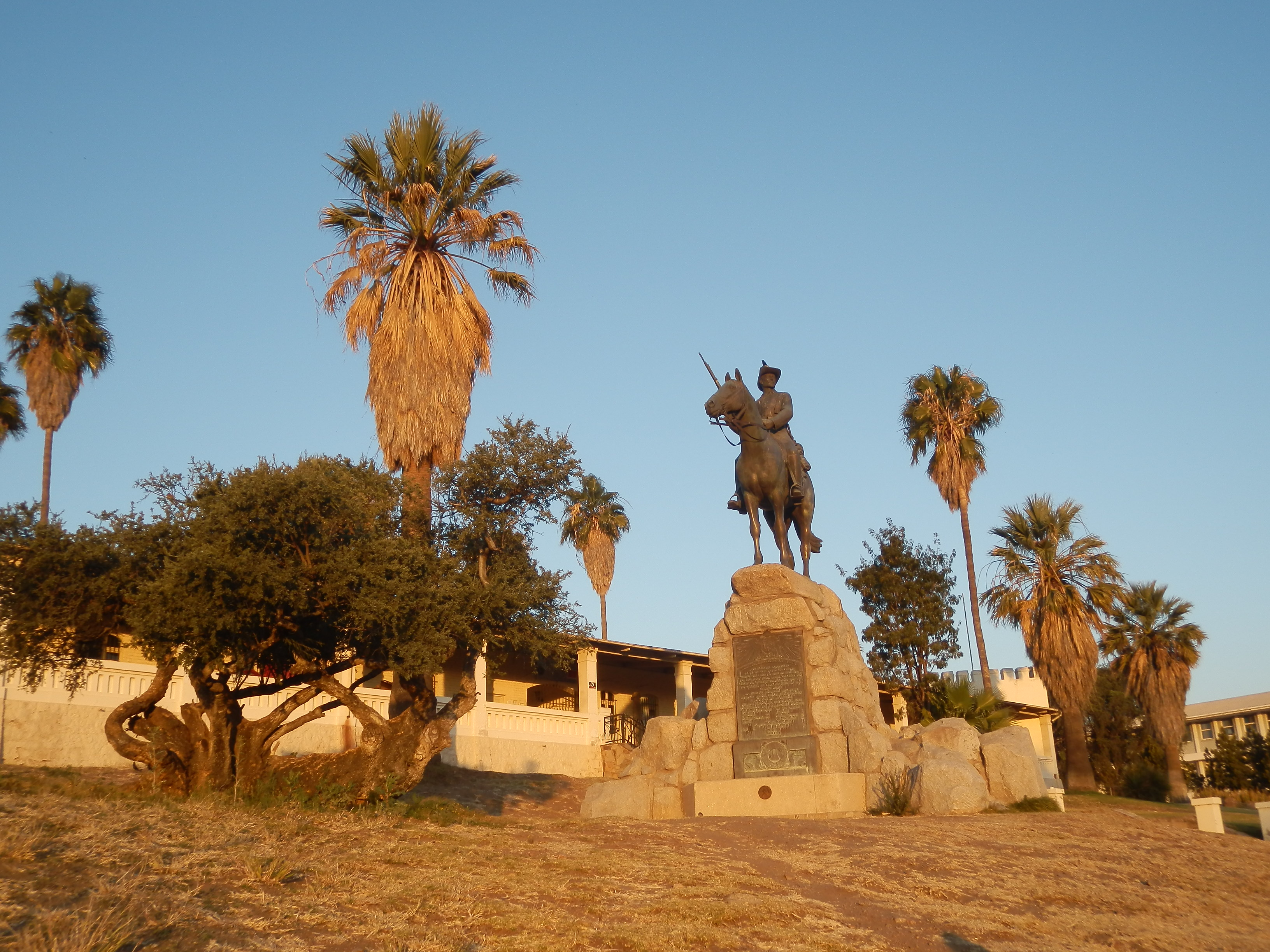
La statue équestre sur son 2e emplacement devant l'Alte Feste (2009-2013)

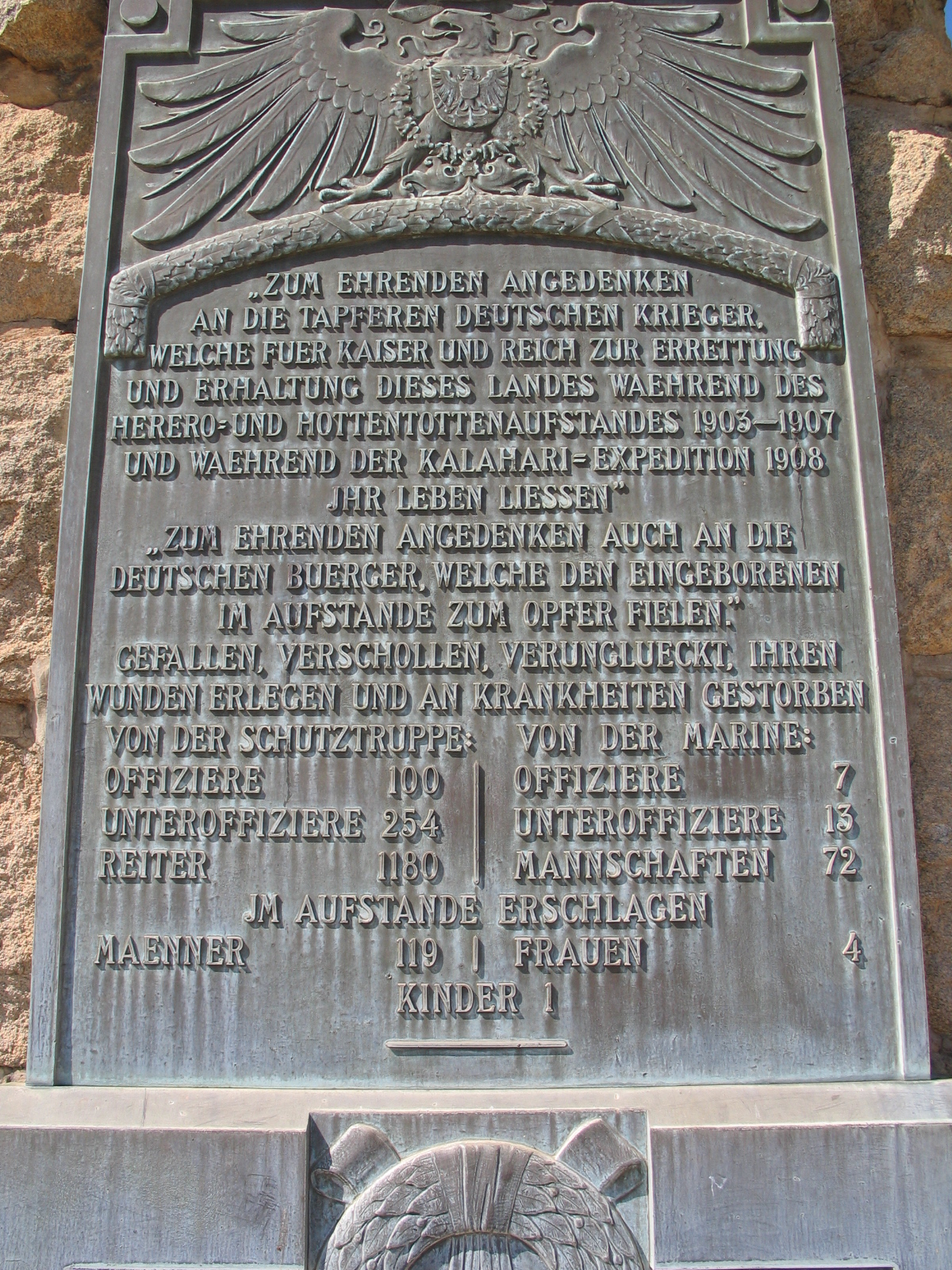
Inscriptions sur la plaque en bronze du monument

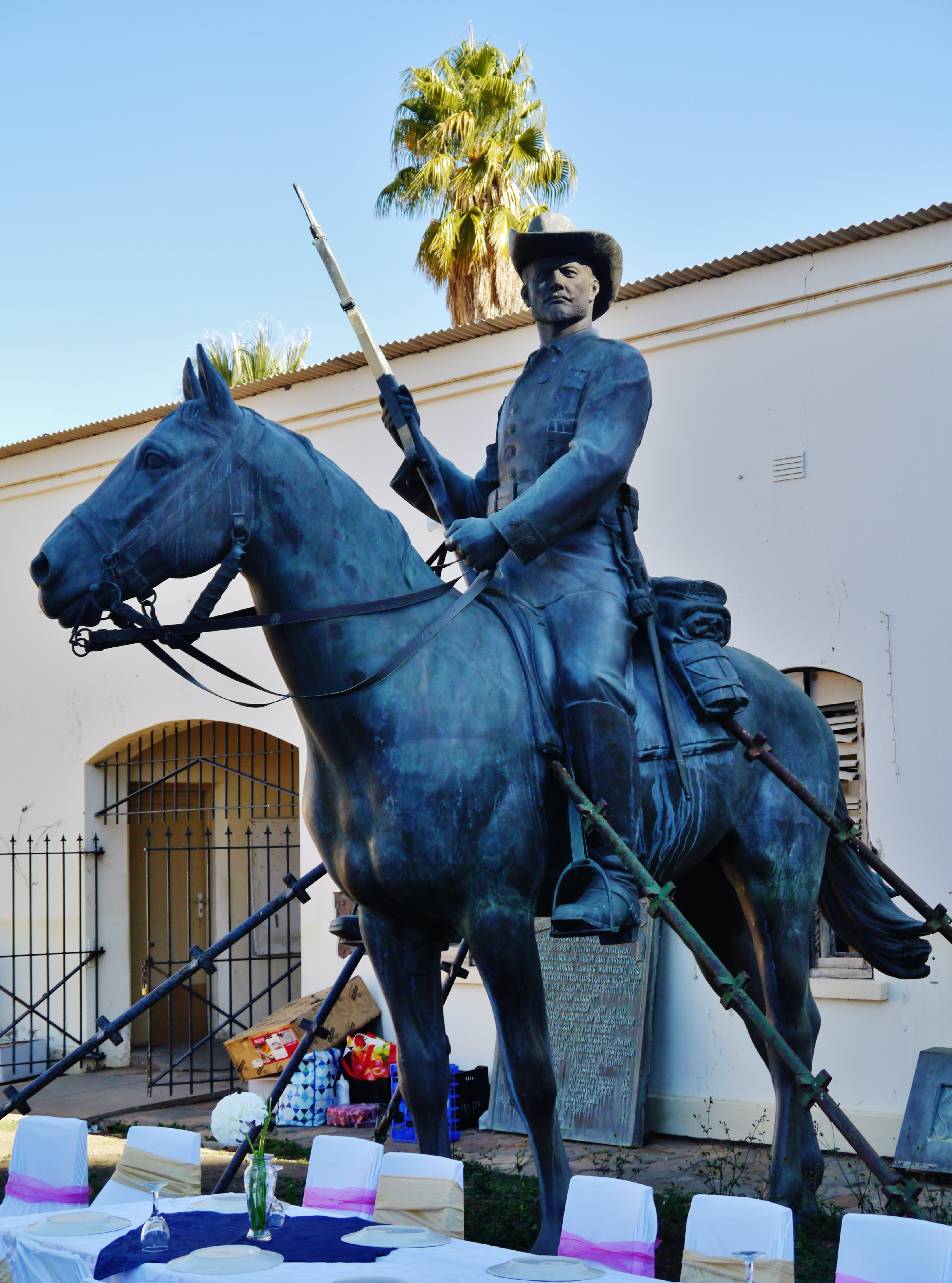
La statue à son emplacement actuel depuis décembre 2013

Le Reiterdenkmal fut commandée par le colonel Ludwig von Erstoff, commandant de la Schutztruppe, financée par souscription publique et réalisé par Adolf Kürle à Berlin. Il fut amené par bateau en 1911, débarqué à Swakopmund et transporté par train jusqu'à Windhoek. Elle est élevée afin d'honorer, selon la plaque en bronze adossée au socle de la statue, la mémoire des 1525 officiers et soldats, des 92 officiers de marine et des 124 civils allemands (119 hommes, 4 femmes, 1 enfant) morts durant les soulèvements des Héréros et des Hottentots entre 1903 et 1907 et au cours de l'expédition du Kalahari en 1908. La statue équestre est inaugurée le 27 janvier 1912 par le gouverneur Theodor Seitz sur une colline de Windhoek, à côté du Fort allemand, à un lieu où quelques années plus tôt avait été aménagé un camp d'internement pour les Héréros. Dans son discours, le gouverneur Seitz exprime que le monument symbolise la suprématie du Reich allemand sur le Sud-Ouest africain et ses populations. Le monument est d'ailleurs orienté symboliquement vers Berlin.
Le Reiterdenkmal devient dès lors le monument officiel pour les commémorations de l'autorité coloniale mais à peine 3 ans plus tard, en 1915, il perd cette fonction de symbole de la puissance allemande, à la suite de la défaite de la troupe coloniale allemande face aux armées de l'Union sud-africaine. Le Sud-Ouest africain passe alors sous le contrôle sud-africain. En 1919, le traité de Versailles retire à l'Allemagne toutes ses colonies. La toute nouvelle Société des Nations confèrent alors à l'Union sud-africaine le soin de gérer l'ancienne colonie allemande. Pour s'éviter des mouvements de résistance et obtenir la collaboration de la petite communauté de colons germanophones (à peu près 6400 colons allemands résiduels), la grande majorité des monuments allemands et des plaques commémoratives ne sont pas démantelés mais préservés et administrés par les nouvelles autorités coloniales. Le monument équestre de Windhoek et le cimetière militaire allemand au Waterberg deviennent alors des lieux de commémoration annuelle pour les allemands natifs ou résidents du Sud-Ouest.
Lors de l'Exposition coloniale de Dresde en 1939, l'image de la statue équestre de Windhoek est massivement utilisée comme support publicitaire mais aussi comme  affiche promotionnelle pour l'exposition elle-même.
En 1959, des militants Héréros recouvrent la tête d'un sac de toile de jute et décorent le reste de la statue avec des fleurs afin de protester contre l'apartheid et la répression menée par le gouvernement sud-africain qui dirige alors le Sud-Ouest africain.
La statue équestre du Cavalier du Sud-Ouest est classée monument national en janvier 1969 par le National Monuments Council of South West Africa.
Symbole du colonialisme allemand, elle demeure en place après l'indépendance de la Namibie en 1990. Elle est néanmoins mise en cause pour sa partialité, notamment par les anti-colonialistes, par les militants anti-apartheid et par des membres de la SWAPO, du fait qu'elle n'évoque pas le massacre des Héréros par la troupe allemande. Les citoyens blancs d'origine allemande craignent alors que la statue ne soit détruite. leurs craintes sont alors infondées, le gouvernement de la SWAPO préférant ériger ses propres lieux de mémoire.
Monument touristique objet de nombreuses brochures sur Windhoek, le maintien de la statue sur la voie publique namibienne fait l'objet de plusieurs débats à partir de 2001. Soutenue par la communauté blanche, son maintien en état reçoit aussi le soutien du vice-président de la SWAPO, Kazenambo Kazenambo (herero), de Katuutire Kaura, chef de la l'alliance démocratique de la Turnhalle dont les ancêtres avaient été emprisonnés durant la guerre entre la troupe coloniale et les Héréros, ainsi que le soutien des  chefs de la National Unity Democratic Organisation comme le chef Kuaima Riruako. En août 2009, devant cependant laisser la place à un nouveau musée national de l'indépendance de facture nord-coréennene, dont l'imposante structure sur-dimensionnée modifie le panorama urbain traditionnel de Windhoek, la statue est déplacée avec soins pour être remontée 50 m plus loin devant le vieux fort allemand. Chaque pierre en granit du piédestal est notamment numéroté avant d'être retiré puis remonté au nouvel emplacement. Ce déplacement est alors financé par souscription publique organisée par la Namibian Deutscher Kulturrat (association culturelle germanique de Namibie).
En 2013, elle est de nouveau mise en cause non seulement par plusieurs membres de la SWAPO mais aussi par le président Hifikepunye Pohamba lui-même qui en appelle à son retrait de l'espace public et à son remplacement par une statue de Sam Nujoma, le premier président de la Namibie. En octobre 2013, le ministre de la Culture, Jerry Ekandjo, annonce que la statue équestre serait démontée et réinstallée dans la cour intérieure de l'Alte Feste. 

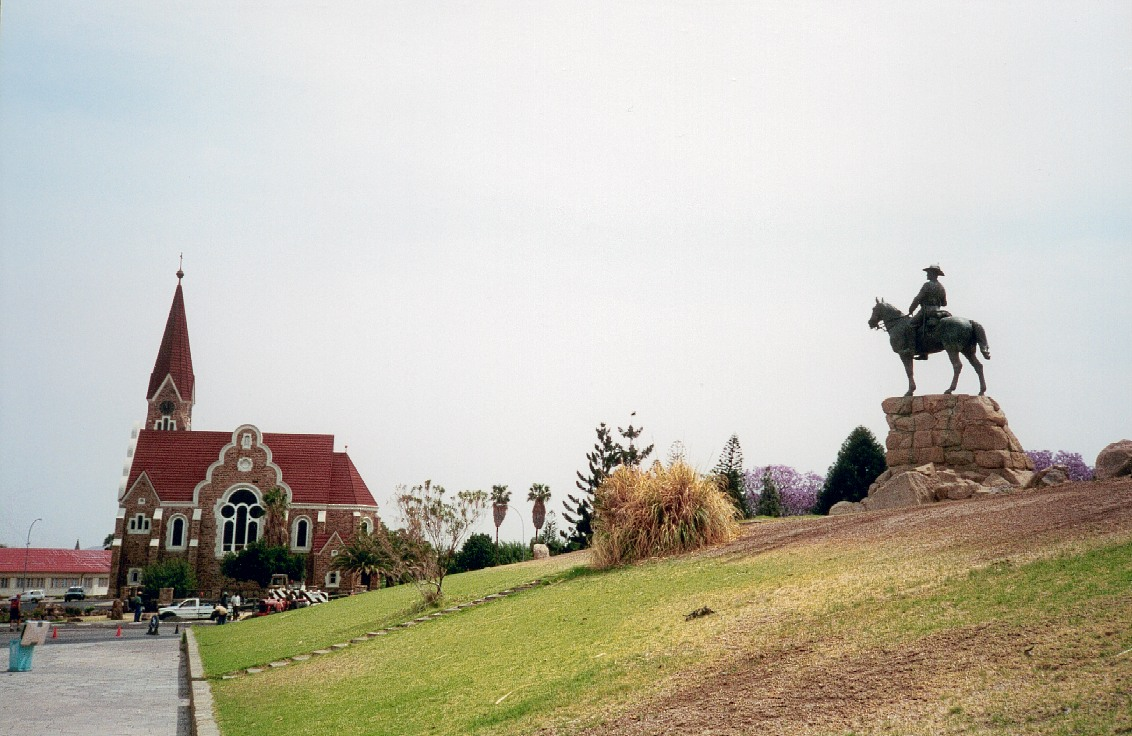
L'ancien panorama colonial emblématique de Windhoek de 1912 à 2009

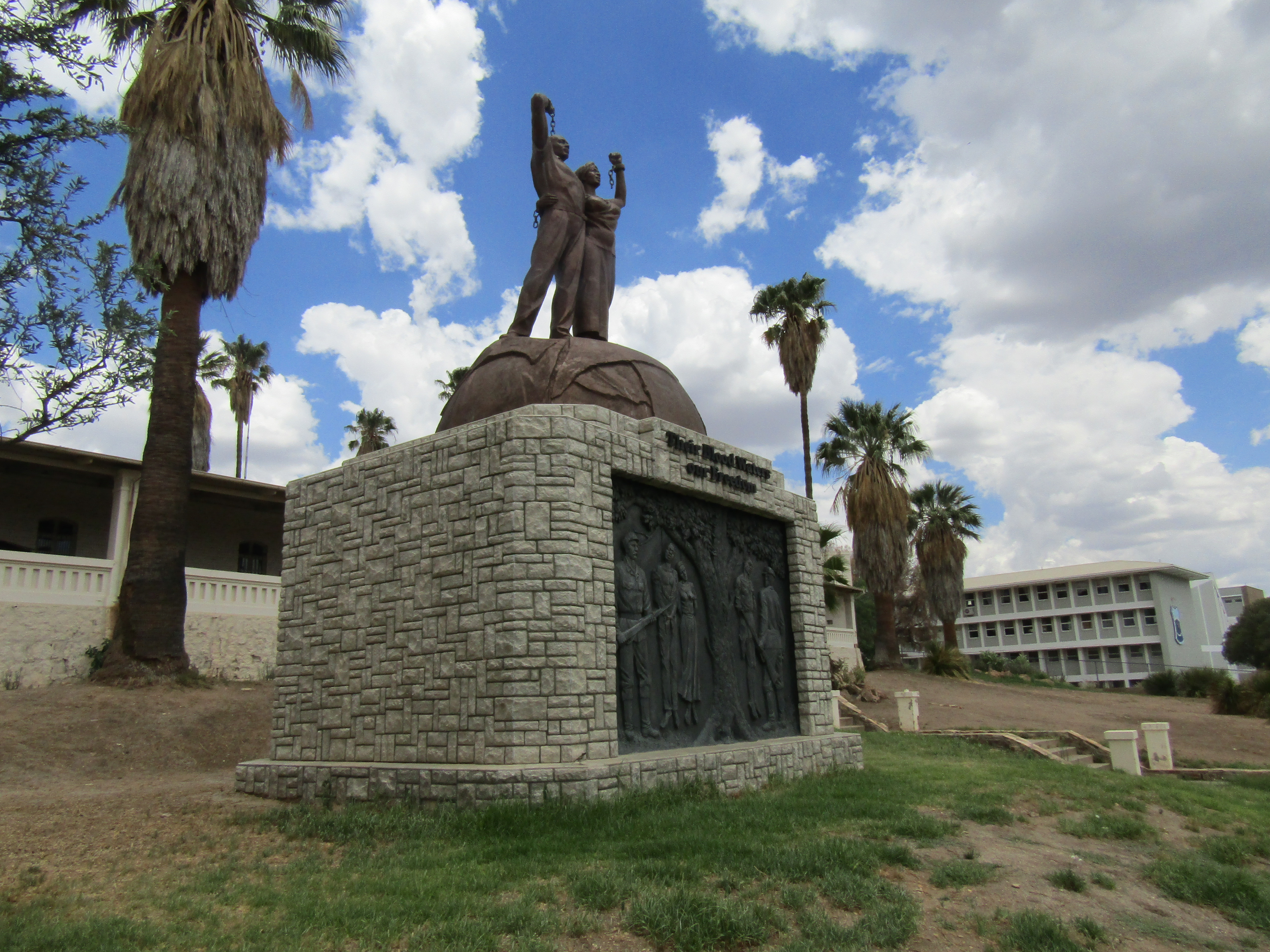
le Genocide Memorial

Soudainement déchue de son titre de monument national le 20 décembre 2013 par le National Heritage Council (équivalent du Centre des monuments nationaux), et avant que les procédures d'appels n'aient abouties, la statue équestre du cavalier du Sud-Ouest est sciée et séparée de son socle dans la nuit du 25 décembre 2013 à la demande du gouvernement namibien et placée dans la cour intérieure du vieux fort allemand, maintenue debout par des barres de fer. Symboliquement, il est bien fait attention que le monument ne soit plus orienté dans la même direction que lors de son élévation en 1912 et de sa relocalisation en 2009 mais qu'il tourne le dos à Berlin. La plaque en bronze qui lui était adossée est également entreposée dans la cour intérieur de l'Alte Feste et disposée contre le mur à côté de la statue. Quant au socle en granit de 5 mètres de hauteur, il est détruit au marteau-piqueur et envoyé à la décharge.
Le retrait de cette emblématique statue de l'espace public fait alors l'objet de vives polémiques notamment entre le gouvernement et la communauté germanophone de Namibie tandis que le National Heritage Council assure n'avoir pas demandé le retrait de l'espace public du Reiterdenkmal, soulignant que les délais légaux de 60 jours pour contester son retrait du registre des monuments nationaux n'étaient pas expirés.

## Les nouvelles statues
Des nouvelles statues ont été érigées aux deux emplacements successifs du Reiterdenkmal.
La première statue, située sur l'emplacement originel du Reiterdenkmal, est celle du président Sam Nujoma tenant dans une main la constitution namibienne bien au-dessus de sa tête. Sur le deuxième site, où la statue du cavalier équestre est resté plus brièvement, a été érigé un mémorial dédié aux personnes tuées ou ayant survécu au massacre des Héréros et des Namas (Genocide memorial).